# Loveridgea phylofiniens
Loveridgea phylofiniens là một loài bò sát trong họ Amphisbaenidae. Loài này được Tornier mô tả khoa học đầu tiên năm 1899.